# اشرف‌دره
اشرف‌دره، روستایی از توابع بخش راز و جرگلان شهرستان راز و جرگلان در استان خراسان شمالی ایران است.
که اکثر  مردم آنجا به کشاورزی و دامداری مشغول هستند 
مردم روستای اشرفدره از طوایف نخور هستند 

## جمعیت
این روستا در دهستان باغلق قرار دارد و براساس سرشماری مرکز آمار ایران در سال ۱۳۸۵، جمعیت آن ۱٬۲۶۵ نفر (۲۹۴خانوار) بوده‌است.